# Schloss Rastbach

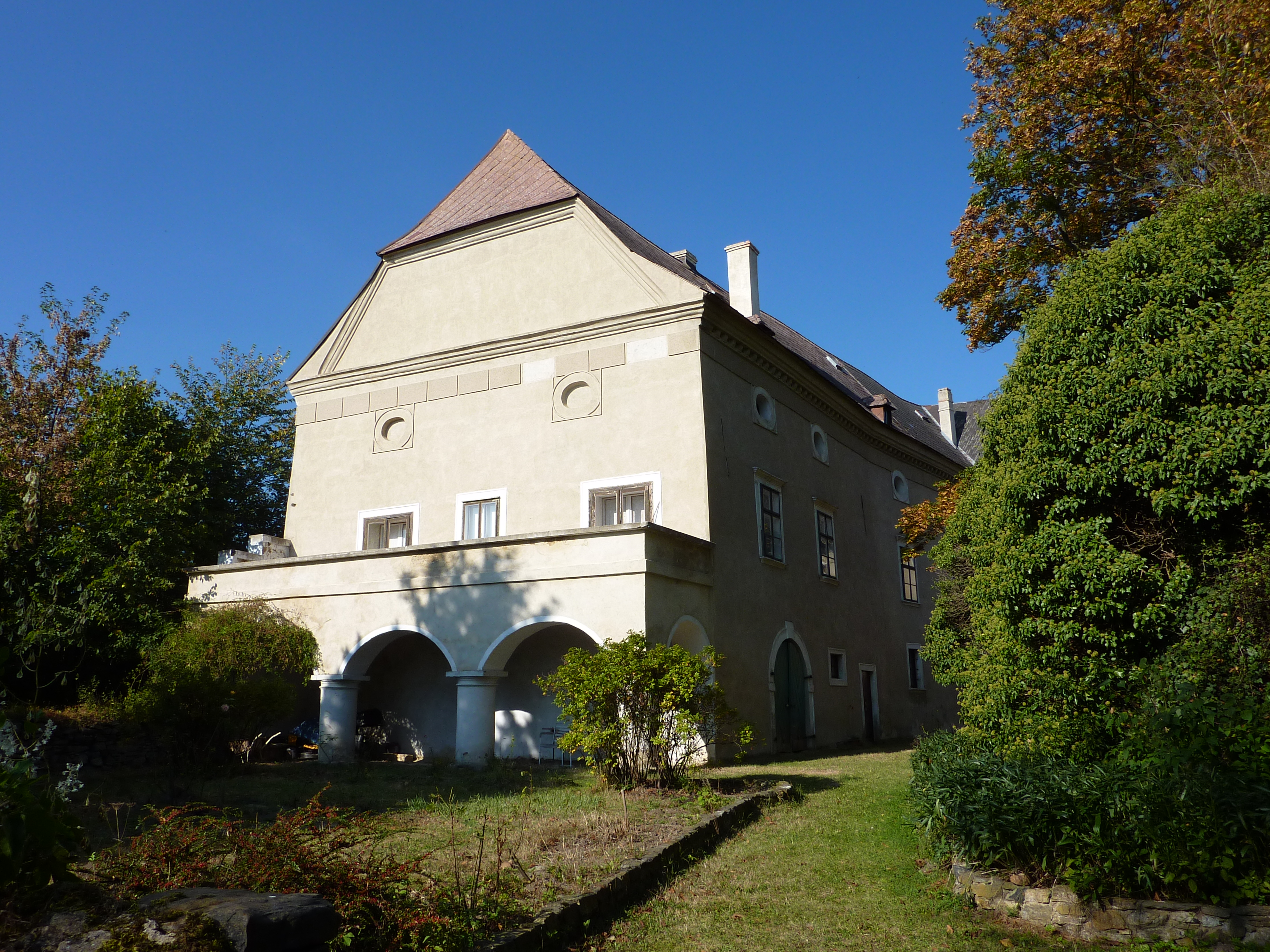
Schloss Rastbach (2011)

Das Schloss Rastbach befindet sich im Straßendorf Rastbach in der Gemeinde Gföhl in Niederösterreich.

## Geschichte
Das Schloss wurde 1159 urkundlich genannt, gehörte 1192 Hartwich von Lichteneck und 1594 Maximilian von Pollheim. Ab 1652 war Ferdinand Viktor Baron Teufel Eigentümer der Herrschaft. Seine Witwe heiratete Ferdinand Ernst Graf Herberstein. Rastbach blieb nun bis 1805 bei dieser Familie, als es Dr. Franz Ritter von Heintl kaufte. 1840 erwarben die Freiherren von Ehrenfels die Herrschaft Brunn am Walde, zu der neben Lichtenau auch Rastbach gehörte. Ihre Nachkommen sind bis heute Guts- und Schlossbesitzer geblieben. Zu ihnen gehörte u. a. die österreichische Schriftstellerin Imma von Bodmershof, die hier ab 1924 bis zu ihrem Tod 1982 lebte. Von 1990 bis 2022 war Rolf Peter Ehrenfels Eigentümer des Schlosses. Dieser verkaufte im Juli 2022 an Porsche-Urenkel Stefan Piëch.

## Baubeschreibung
Die zweigeschoßige Dreiflügelanlage aus dem späten 16. und dem frühen 17. Jahrhundert hat einen nach Süden offenen Hof. Das Schloss ist mit der Pfarrkirche Rastbach – anfangs burgartig – baulich verbunden und hat nordöstlich beim Schlossweg einen Halsgraben.
Nordseitig hat das Schloss ein rundbogiges Einfahrtstor mit Prellsteinen und ein rechteckiges Fußgängerportal mit Quaderrahmung. Hofseitig ist ein Rundbogenportal mit Volutenkeilstein und Resten einer Diamantquaderritzung um 1600. Der Nord- und Ostflügel ist außen und hofseitig mit Steingewändefenstern und einem Kranzgesims auf Konsolen versehen und zeigt im Dachspeichergeschoß querovale Luken. Der Ostflügel hat eine höhere Trauflinie und rechteckige Steingewändefenster im Dachspeichergeschoß. Der Westflügel hat südseitig ein Schopfwalmdach und Altane auf wuchtigen Rundpfeilern aus dem 19. Jahrhundert. Es gibt ein steinernes Brunnenbecken mit reliefiertem Wappenschild von 1610.
Im Westflügel gibt es eine zweischiffige, vierjochige, kreuzgratgewölbte Säulenhalle um 1600 mit einem kreuzgratgewölbten Gang im Obergeschoß. Im Ostflügel ist eine weite Stichkappentonne auf Wandpfeilern, im ehemaligen Anschlussbereich mit einem Mauerwerk in Opus spicatum. Ebendort ein abgemauerter Rundbogen, vermutlich vom ehemaligen Ossarium.
Nordöstlich am Fuß des Burgberges stehen drei Wirtschaftsgebäude als eingeschoßige Trakte aus dem 18. und 19. Jahrhundert. Im Osttrakt ist eine dreischiffige, dreijochige Pfeilerhalle platzlgewölbt.